# Carnival Horizon
Carnival Horizon est un paquebot de croisière de  classe Vista exploité par Carnival Cruise Line. Il s'agit du 26e navire de la flotte Carnival et du deuxième de la classe Vista de Carnival, qui comprend également deux autres navires : Carnival Vista et Carnival Panorama.
Le navire a une jauge de 133 596 GT  et une capacité de 3 960 passagers. En 2019, Carnival Horizon et son navire jumeau Carnival Vista, ont perdu leur place de plus grand navire Carnival au  profit du troisième et dernier de la Classe Vista, Carnival Panorama.

## Histoire

### Planification et construction
Le 19 décembre 2014, Carnival Corporation a annoncé une nouvelle commande auprès de  Fincantieri pour un deuxième navire de Classe classe Vista qui sera conçu comme son navire jumeau, Carnival Vista, faisant de lui le 26e navire de la flotte.
Le 29 juillet 2016, Carnival a révélé le nom de son deuxième navire de classe Vista : Carnival Horizon,. La construction du navire a duré 30 mois, ce qui comprenait la découpe de la première tôle en mars 2015, la pose de la quille en avril 2016 et les essais en mer en novembre 2017.

### Livraison et baptême
Le 28 mars 2018, Fincantieri a livré Carnival Horizon à Carnival Cruise Line,.
Le 1er mars 2018, Carnival a annoncé que Queen Latifah serait la marraine de Carnival Horizon. Elle a baptisé le navire le 23 mai 2018 à son arrivée à New York après une traversée transatlantique de 14 jours.

## Itinéraire
Carnival Horizon a commencé son voyage inaugural le 2 avril 2018 au départ de Barcelone pour une navigation méditerranéenne de 13 jours, visitant des escales en Italie, en Croatie, en Grèce et à Malte. Le navire a poursuivi une série de croisières pendant une courte saison en Méditerranée avant de se repositionner à New York en mai pour le reste de l'été 2018. De New York, il a opéré des traversées vers les Caraïbes et les Bermudes avant de se repositionner à Miami en septembre, où il assure toute l'année des croisières de six nuits dans les Caraïbes occidentales et des croisières de huit nuits dans les Caraïbes orientales et méridionales.

## Incidents
Le 16 mars 2022, un passager masculin a sauté du 11e pont dans la mer vers 19 heures après avoir quitté Grand Turk aux Îles Turques-et-Caïques. L'équipage du navire a immédiatement lancé les procédures de recherche et de sauvetage. Les garde-côtes américains ont été avisés et le corps du passager a été localisé vers 21 heures.
Le 15 novembre 2019, un passager est tombé sur la hauteur de quatre étages d'un balcon depuis un pont inférieur du navire alors qu'il revenait à Miami. Le personnel médical à bord du navire a réagi à l'incident; cependant, ils n'ont pas pu le ranimer. Selon le bureau du médecin légiste, il a été révélé que la mort du passager était due à un traumatisme contondant et non à un suicide.